# Попов, Николай Назарович
Никола́й Наза́рович Попо́в (17 октября 1946, Сарай-Гир, Чкаловская область — 5 июля 2009, Екатеринбург) — советский и российский историк. Доктор исторических наук, профессор. Известен как специалист по военно-политической истории России. Лауреат премии им. В. Н. Татищева и Г. В. де Геннина в области науки (1999).

## Биография
Родился 17 октября 1946 года в селе Сарай-Гир в семье репрессированного крестьянина.
В 1968 году с отличием окончил историческое отделение Оренбургского педагогического института, после чего поступил в аспирантуру Уральского государственного университета под руководством В. И. Швыдченко. Предметом исследований Попова стала история борьбы политических сил на Урале за солдатские массы в 1917 году. В 1969—1970 годах проходил воинскую службу, был награждён медалями. В сентябре 1972 года он начал работать ассистентом на кафедре истории КПСС, а в октябре 1973 года там же защитил кандидатскую диссертацию. В 1978 году получил звание доцента УрГУ.
В 1970-х годах Попов опубликовал более 40 научных статей, ставших основой монографии «Борьба большевиков Урала за солдатские массы в трёх революциях», опубликованной в Саратове в 1983 году. В конце того же года он защитил докторскую диссертацию по теме «Борьба политических партий за солдатские массы на Урале в 1904—1917 гг.». В своих работах Попов анализировал влияние уральских эсеров, привлекавших на свою сторону значительную часть солдат в тылу после Февральской революции. В числе научных открытий Попова называют выявленную им тенденцию преувеличения приверженности большевикам солдат уральских частей накануне Октябрьской революции.
В 1985 году Попов получил звание профессора по кафедре истории СССР советского периода исторического факультета УрГУ. В 1984—1987 годах заведовал кафедрами исторического факультета УрГУ, в 1987—1990 годах заведовал кафедрой Уральского социально-политического института. С 1990 по 1999 год заведовал кафедрой всеобщей истории УрГУ, с 1999 по 2005 год — кафедрой истории Института по переподготовке и повышению квалификации преподавателей гуманитарных и социальных наук Уральского университета. В 1990—2005 годах был заместителем председателя диссертационного совета по защите докторских диссертаций по историческим наукам при УрГУ.
Н. Н. Попов был участником 150 научных конференций различного уровня (международных, всесоюзных и всероссийских), одновременно выступая организатором около трети из них. В 1990-х годах выступил организатором ряда научных конференций в Екатеринбурге: «Екатеринбург в прошлом и настоящем» (1993); «Конституционализм в России, теория, история, современность» (1996); «Общественное согласие в российской действительности: уроки истории и современность» (1997). Также Попов являлся организатором Романовских и Татищевских исторических чтений, а также инициатором Уральских военно-исторических чтений, проводящихся с 1996 года.
Скончался 5 июля 2009 года. Похоронен на аллее урновых захоронений Сибирского кладбища Екатеринбурга.

## Награды и членство в организациях
- Медаль «В ознаменование 100-летия со дня рождения Владимира Ильича Ленина» (1970)
- Премия имени В. Н. Татищева и Г. В. де Геннина в области науки (1999, в составе коллектива авторов за создание двухтомного издания «Екатеринбург. Исторические очерки (1723—1998)»)
- Член научного совета Института истории СССР АН СССР по истории революций (с середины 1976 года)
- Член Гуманитарного совета УрО РАН